# (31943) Tahsinelmas
2000 GJ106 (asteroide 31943) é um asteroide da cintura principal. Possui uma excentricidade de 0.17523460 e uma inclinação de 5.00070º.
Este asteroide foi descoberto no dia 7 de abril de 2000 por LINEAR em Socorro.